# رابلین، منیتوبا
رابلین، منیوبا (به انگلیسی: Roblin, Manitoba) یک منطقهٔ مسکونی در کانادا است که در پارکلند واقع شده‌است. رابلین ۲٫۵۷ کیلومتر مربع مساحت و ۱٬۶۱۴ نفر جمعیت دارد.